# Owen Bates
Owen Bates (Exeter, 12 december 2002) is een Engelse darter die uitkomt voor de PDC.

## Carrière
Bates begon in 2021 op de PDC Development Tour, maar had in zijn eerste jaar weinig succes en kwam in geen enkel toernooi verder dan de laatste 64.
Zijn resultaten verbeterden in het seizoen van 2022, toen hij drie keer de kwartfinales bereikte. Zijn beste resultaat behaalde hij toen hij de finale van evenement 15 verloor van Keane Barry. In april 2022 tekende hij een sponsorovereenkomst met fabrikant Loxley Darts. Hij ging in 2023 naar de Q-School, maar slaagde er niet in een tourkaart te winnen, waardoor hij in het seizoen 2023 op de PDC Challenge Tour kon spelen.
In februari 2023 won Bates Series 3, week 2 van de MODUS Super Series, waarmee hij £ 5.000 en kwalificatie voor de Champions Week verdiende, waarbij hij Leonard Gates met 4-3 versloeg in de finale met een gemiddelde van 100,47. Bates eindigde het seizoen als tweede op de Challenge Tour Order of Merit, nadat hij vijf evenementfinales had bereikt en er één had gewonnen tegen Wesley Plaisier. Zo behaalde Bates zijn eerste PDC-titel op Challenge Tour 19 in Milton Keynes op 13 augustus 2023. Dit leverde hem kwalificatie op voor het PDC World Darts Championship 2024 en een tourkaart voor twee jaar om deel te nemen aan de PDC Pro Tour.
Naar aanloop van het PDC World Darts Championship 2024 verbood de PDC Bates om nog langer zijn bijnaam The Master te gebruiken, vanwege de seksueel geladen betekenis in combinatie met zijn achternaam. Dit trok behoorlijk wat media-aandacht.
Op het WK verloor Bates met 3-2 in sets van Steve Lennon in de eerste ronde. In zijn eerste seizoen als tourkaarthouder was Bates automatisch gekwalificeerd voor de eerste ronde van de UK Open 2024. Hij won zijn eerste wedstrijd tegen Andy Boulton met 6-5, waarna hij met dezelfde score verloor van Graham Usher in de tweede ronde.
In februari 2025 won Bates Development Tour 03.

## Resultaten op wereldkampioenschappen

### PDC
- 2024: Laatste 96 (verloren van Steve Lennon met 2-3)

### PDC World Youth Championship
- 2022: Groepsfase (verloren van Keelan Kay met 4-5, verloren van Nathan Girvan met 4-5)
- 2023: Kwartfinale (verloren van Wessel Nijman met 2-6)
- 2024: Groepsfase (gewonnen van Jakub Janaszkiewicz met 5-3, gewonnen van Mason Taylor met 5-3, verloren van Damian Vetjens met 4-5)